# Галинстан
Галинстан (на немски: Galinstan), търговска марка на Geratherm Medical Архив на оригинала от 2008-01-15 в Wayback Machine., е евтектична сплав от химическите елементи галий, индий и калай, която е течна при стайна температура и замръзва типично при −19 °C. Поради слабата токсичност (отровност) на металите, от които е съставена, сплавта се използва като нетоксичен заместител в много приложения, където преди това се е използвал живак (напр. в термометри) или натриеви и калиеви сплави. Съставът на галинстана е: 68,5% Ga, 21,5% In, 10% Sn.

## Физични свойства
- Точка на кипене: >1300 °C
- Точка на топене: −19 °C
- Налягане на парите: <10−8 Torr (при 500 °C)
- Плътност: 6,44 g/cm3
- Разтворимост: Неразтворим във вода и органични разтворители
- Вискозитет: 0,0024 Pa·s (при 20 °C)
- Топлинна проводимост: 16,5 W·m–1·K–1
- Специфична електропроводимост: 3,46•106 S/m (при 20 °C)